# Nama-i haftegi-i kuhistan
Die persischsprachige Zeitschrift Nama-i haftegi-i kuhistan (persisch نامه هفتگی کوهستان, DMG Nāma-i haftegi-i kūhistān) wurde von 1945 bis 1947 in Teheran herausgegeben. Lizenznehmer und Geschäftsführer der Zeitschrift war Ismail Ardalan. Nach eigenen Angaben ist die Zeitschrift unabhängig von einer Partei oder bestimmten Gruppen. Insgesamt wurden in 2 Jahrgängen 84 Ausgaben veröffentlicht. Jede Ausgabe besteht aus jeweils 8 Seiten.